# Charles Fitzpatrick
Pour les articles homonymes, voir Fitzpatrick.
Charles Fitzpatrick, né le 19 décembre 1851 à Sainte-Foy et mort le 17 juin 1942 à Québec, est un avocat, juge et homme politique irlando-québécois (canadien). Il est juge en chef de la Cour suprême du Canada de 1906 à 1918 et lieutenant-gouverneur du Québec de 1918 à 1923.

## Biographie
Né à Québec (Canada-Est), fils de John Fitzpatrick et Mary Connelly, il est appelé au barreau du Québec en 1876 et fonde la firme de Fitzpatrick & Taschereau. En 1885, il est l'avocat de Louis Riel lors du procès de celui-ci pour avoir mené la rébellion du Nord-Ouest. Riel est déclaré coupable et condamné à mort.
Fitzpatrick se lance en politique et se fait élire à l'Assemblée législative du Québec, sous la bannière du Parti libéral du Québec, lors de l'élection générale québécoise de 1890.
Il devint bâtonnier du Québec de 1897 à 1898.
Il est d'abord élu à la Chambre des communes du Canada sous la bannière du Parti libéral du Canada lors de l'élection fédérale de 1896. Il est solliciteur général du Canada de 1896 à 1902, puis ministre de la Justice et procureur général du Canada de 1902 à 1906. Il est nommé à la Cour suprême du Canada en tant que juge en chef et sert à ce poste jusqu'à ce qu'il soit nommé lieutenant-gouverneur du Québec en 1918.
Il est le seul juge en chef, autre que William Buell Richards, à avoir occupé ce poste sans d'abord avoir été juge associé de la cour. (Richards fut le juge en chef lors de la création de la cour en 1875).
Charles Fitzpatrick meurt le 17 juin 1942 à Québec.

## Hommages
L'avenue Charles-Fitzpatrick à Québec est nommée en son honneur. Elle est nommée sous l'ancienne ville de Sillery maintenant quartier de Québec.

## Archives
Il y a un fonds d'archives Charles Fitzpatrick à Bibliothèque et Archives Canada. 